# Yosemite Lakes
Yosemite Lakes és una concentració de població designada pel cens dels Estats Units a l'estat de Califòrnia. Segons el cens del 2000 tenia 4.160 habitants.

## Demografia
Segons el cens del 2000, Yosemite Lakes tenia 4.160 habitants, 1.534 habitatges, i 1.288 famílies. La densitat de població era de 76,8 habitants/km².
Dels 1.534 habitatges en un 32,1% hi vivien nens de menys de 18 anys, en un 73,6% hi vivien parelles casades, en un 7,4% dones solteres, i en un 16% no eren unitats familiars. En el 12,6% dels habitatges hi vivien persones soles el 4,7% de les quals corresponia a persones de 65 anys o més que vivien soles. El nombre mitjà de persones vivint en cada habitatge era de 2,71 i el nombre mitjà de persones que vivien en cada família era de 2,95.
Per edats la població es repartia de la següent manera: un 25,1% tenia menys de 18 anys, un 4,8% entre 18 i 24, un 23,4% entre 25 i 44, un 29,4% de 45 a 60 i un 17,2% 65 anys o més.
L'edat mitjana era de 43,1 anys. Per cada 100 dones de 18 o més anys hi havia 94,5 homes.
La renda mitjana per habitatge era de 56.382 $ i la renda mitjana per família de 58.341 $. Els homes tenien una renda mitjana de 44.792 $ mentre que les dones 31.442 $. La renda per capita de la població era de 24.096 $. Entorn del 3,5% de les famílies i el 3,5% de la població estaven per davall del llindar de pobresa.

## Poblacions més properes
El següent diagrama mostra les poblacions més properes.